# Jan Čapoun
Jan Čapoun (29. ledna 1915, Moravské Budějovice – 10. října 1973, Gottwaldov) byl český malíř a výtvarník.

## Biografie
Jan Čapoun se narodil v roce 1915 v Moravských Budějovicích, vystudoval Akademii výtvarných umění v Praze pod vedením Otakara Nejedlého. Během studia procestoval Rakousko, Itálii a Řecko. Po studiu odešel do Zlína, kde nastoupil do filmových ateliérů, kde se věnoval práci pro loutkový film. Věnoval se také malbě, kterou vystavoval ve Zlíně, Moravských Budějovicích nebo Velkém Meziříčí. V roce 1970 se stal předsedou České numismatické společnosti ve Zlíně.